# Jonathan Ross
Jonathan Stephen Ross (nacido en Londres el 17 de noviembre de 1960) es un presentador de televisión y locutor de radio británico.

## Trayectoria
Ross comenzó su carrera de presentador en Channel 4 en 1987. En 1995 se embarcó en una carrera con la BBC. Entre 1999 y 2010 presentaba la emisión crítica de cine Film y su propio talk show Friday Night with Jonathan Ross entre 2001 y 2010 en el canal BBC One. También presentaba una emisión en BBC Radio 2 entre 1999 y 2010. El 7 de enero de 2010 Ross confirmó que saldría de la BBC en julio de 2010 y no volvería a presentar las tres emisiones. Su nuevo talk show, The Jonathan Ross Show, fue emitido por primera vez en el canal comercial británico ITV 1 el 3 de septiembre de 2011.
Una de las entrevistas más recordadas en Friday Night with Jonathan Ross fue la de la escritora J. K. Rowling, creadora de Harry Potter, ya que Ross fue uno de los pocos entrevistadores en realizarle una extensa nota.
Jonathan Ross ha ganado 3 BAFTA a la Mejor Actuación de Entretenimiento en 2004, 2006 y 2007. Es coleccionista de libros de historietas estadounidenses y guionista de una serie de cómics, Turf. Ross es conocido por su rotacismo (dificultad en pronunciar el sonido de la letra "r") y su estilo de vestir extravagante. Tiene un estilo de presentar audaz y un sentido del humor ligero que a veces ha causado controversia. Está casado con la guionista y presentadora Jane Goldman, con quien tiene 3 hijos.